# Il duello (Grossman)
Il duello è il primo romanzo (un romanzo per ragazzi ) di David Grossman, pubblicato nel 1982 e ambientato a Gerusalemme nel 1966.
Il romanzo è stato tradotto in tedesco, catalano, danese, olandese, inglese, francese, italiano e spagnolo. In Italia è stato pubblicato per la prima volta nel 2001, nella traduzione di Daria Merlo, con illustrazioni di Alessandra Sanna.

## Trama
David è un ragazzo di 12 anni a cui piace ascoltare i racconti degli anziani che vivono nella casa di riposo di Gerusalemme, piuttosto che uscire con i propri coetanei a giocare a pallone o far parte degli scout, cosa che farebbe piacere a sua madre. Heinrich Rosenthal ha 70 anni, abita proprio nella casa di riposo, ed è il "preferito" di David. Un giorno, mentre David si trova sotto il letto di Rosenthal, sente bussare alla porta e vede entrare un paio di scarpe enormi (misura 46) il cui proprietario, Rudi Shwartz, minaccia con parole pesanti il povero Rosenthal. I due parlano degli occhi e della bocca di una certa Edith. Quando Shwartz se ne va, Rosenthal spiega tutto a David: Edith Strauss, una bellissima pittrice dagli occhi e dai capelli neri, è stata la ragazza di Rudi e di Heinrich. Aveva un carattere instabile e passionale, perciò molti ragazzi, affascinati da questo suo lato misterioso, le facevano il filo. Prima di partire per l'Inghilterra ha dipinto i propri occhi e la bocca e li ha regalati rispettivamente a Rosenthal e a Shwartz. Ora Rudi accusa Rosenthal di avergli rubato il quadro della bocca e lo sfida a duello. David sa benissimo che a un duello uno dei due sfidanti deve morire, perciò è davvero preoccupato per l'incolumità del suo amico. Mentre sta frugando tra le cose di Rosenthal, una persona entra nella stanza e David si nasconde immediatamente nell'armadio. Capito che qualcuno sta cercando di rubare il quadro, nascosto nella valigia, che Edith aveva regalato a Rosenthal, David esce dall'armadio e constata che il ladro è Ann Strauss, la figlia di Edith. Ann spiega il perché di quell'intrusione, dicendo che la madre, Edith, prima di morire le aveva chiesto di recuperare i quadri che aveva dato a Rosenthal e a Schwartz. Inizialmente, lei aveva pensato di rubarli ma poi aveva deciso di prenderli di nascosto, fotografarli e quindi restituirli. Aveva già preso il quadro di Schwartz e adesso stava cercando di prendere quello di Rosenthal. David capisce subito l'equivoco che, di lì a poco, avrebbe potuto causare persino una o due vittime; quindi cerca di trovare una soluzione e, notando la grande somiglianza che Ann ha con la madre, decide di farla vestire graziosamente e di portarla dai due duellanti per fargli spiegare l'equivoco. Ann accetta subito e, arrivata sul luogo del duello appena prima che i due stiano per sparare, facendoli rimanere abbagliati dalla sua presenza, ne impedisce il duello. Ann spiega quindi l'equivoco e i due ricevono di nuovo i quadri senza alcun spargimento di sangue.

## Edizioni in italiano
- Il duello, trad. it. di Daria Merlo, illustrazioni di Alessandro Sanna, a cura di Mirella Zocchi, Milano: Mondadori, 2001 ISBN 8804491523 ISBN 8824719600